# Добродзень (гміна)
Гміна Добродзень (пол. Gmina Dobrodzień) — місько-сільська гміна у південно-західній Польщі. Належить до Олеського повіту Опольського воєводства.
Станом на 31 грудня 2011 у гміні проживало 10101 особа.

## Площа
Згідно з даними за 2007 рік площа гміни становила 162.84 км², у тому числі:
- орні землі: 45.00%
- ліси: 47.00%

Таким чином, площа гміни становить 16.73% площі повіту.

## Населення
Станом на 31 грудня 2011:
| Опис     | Загалом | Загалом | Чоловіки | Чоловіки | Жінки | Жінки |
| -------- | ------- | ------- | -------- | -------- | ----- | ----- |
| одиниця  | осіб    | %       | осіб     | %        | осіб  | %     |
| все      | 10101   | 100     | 4873     | 48.24    | 5228  | 51.76 |
| міське   | 3840    | 100     | 1822     | 47.45    | 2018  | 52.55 |
| сільське | 6261    | 100     | 3051     | 48.73    | 3210  | 51.27 |

## Сусідні гміни
Гміна Добродзень межує з такими гмінами: Завадзьке, Зембовіце, Кольоновське, Озімек, Олесно, Павонкув, Цясна.